# ريدي آت داون
ريدي آت داون (بالإنجليزية: Ready at Dawn) هي شركة أمريكية مطورة لألعاب الفيديو، تأسست عام 2003. من أشهر ألعابها غود أوف ور : شاينس أوف أولمبيوس وذا اوردر: 1886.

## الألعاب
| اسم اللعبة                      | تاريخ الإصدار   | الجهاز            |
| ------------------------------- | --------------- | ----------------- |
| دكستر                           | مارس 14, 2006   | بلاي ستيشن بورتبل |
| غود أوف ور : شاينس أوف أولمبيوس | مارس 4, 2008    | بلاي ستيشن بورتبل |
| أوكامي                          | أبريل 15, 2008  | وي                |
| إله الحرب: شبح إسبرطة           | نوفمبر 2, 2010  | بلاي ستيشن بورتبل |
| إله الحرب (سلسلة ألعاب فيديو)   | سبتمبر 13, 2011 | بلاي ستيشن 3      |